# Cueta mysteriosa
Cueta mysteriosa är en insektsart som först beskrevs av Gerstaecker 1894.  Cueta mysteriosa ingår i släktet Cueta och familjen myrlejonsländor. Inga underarter finns listade i Catalogue of Life.